# Matwé Middelkoop
Matwé Middelkoop (3. září 1983 Leerdam) je nizozemský profesionální tenista, deblový specialista. Ve své dosavadní kariéře vyhrál na okruhu ATP Tour čtrnáct turnajů ve čtyřhře. Na challengerech ATP a okruhu ITF získal patnáct titulů ve dvouhře a třicet sedm ve čtyřhře.
Na žebříčku ATP byl ve dvouhře nejvýše klasifikován v listopadu 2008 na 197. místě a ve čtyřhře pak v únoru 2023 na 18. místě.
V nizozemském daviscupovém týmu debutoval v roce 2009 utkáním prvního kola světové skupiny proti Argentině, v němž prohrál závěrečnou dvouhru s Vassallem Arguellem. Argentinci zvítězili 5:0 na zápasy. Do září 2023 v soutěži nastoupil k deseti mezistátním utkáním s bilancí 1–1 ve dvouhře a 6–3 ve čtyřhře.

## Tenisová kariéra
Premiérový titul ze čtyřhry na okruhu ATP Tour vybojoval společně s krajanem Wesleym Koolhofem začátkem února na bulharském Garanti Koza Sofia Open 2016, kde si ve finále jako třetí nasazení poradili s rakousko-kanadskou dvojicí Philipp Oswald a Adil Shamasdin až v rozhodujícím supertiebreaku. Druhý společný triumf zaznamenali na Generali Open Kitzbühel 2016 v rakouském Kitzbühelu, kde jako nejvýše nasazený pár zdolali nenasazené Rakušany Dennise Novaka s Dominicem Thiemem opět po zvládnutém supertiebreaku dvoubodovým rozdílem míčů. Na začátku sezóny 2017 triumfoval potřetí s Koolhofem. V závěrečném utkání Apia International Sydney porazili britsko-brazilské turnajové jedničky Jamieho Murrayhi a Bruna Soarese po dvousetovém průběhu.
Na grandslamu se nejdále probojoval do semifinále čtyřhry French Open 2022 a téže fáze mixu ve Wimbledonu 2019.

## Soukromý život
Matwé Middelkoop se narodil do rodiny Petera a Olgy Middelkoopových. Tenis začal hrát v pěti letech. Za preferovaný povrch uvedl antuku, silný úder bekhend a oblíbený turnaj Australian Open.

## Finále na okruhu ATP Tour

### Čtyřhra: 32 (14–18)
| Legenda                   |
| ------------------------- |
| Grand Slam (0)            |
| Turnaj mistrů (0)         |
| ATP Tour Masters 1000 (0) |
| ATP Tour 500 (1–3 Č)      |
| ATP Tour 250 (13–15 Č)    |

| Tituly dle povrchu |
| ------------------ |
| tvrdý (11–8 Č)     |
| antuka (3–8 Č)     |
| tráva (0–2 Č)      |

| Tituly dle prostředí |
| -------------------- |
| hala (7–11 Č)        |
| venku (7–7 Č)        |

| Stav      | č.  | datum             | turnaj                         | povrch    | spoluhráč         | soupeři ve finále                         | výsledek               |
| --------- | --- | ----------------- | ------------------------------ | --------- | ----------------- | ----------------------------------------- | ---------------------- |
| Vítěz     | 1.  | 7. února 2016     | Sofie, Bulharsko               | tvrdý (h) | Wesley Koolhof    | Philipp Oswald Adil Shamasdin             | 5–7, 7–6(11–9), [10–6] |
| Vítěz     | 2.  | 23. července 2016 | Kitzbühel, Rakousko            | antuka    | Wesley Koolhof    | Dennis Novak Dominic Thiem                | 2–6, 6–3, [11–9]       |
| Vítěz     | 3.  | 14. ledna 2017    | Sydney, Austrálie              | tvrdý     | Wesley Koolhof    | Jamie Murray Bruno Soares                 | 6–3, 7–5               |
| Finalista | 1.  | 19. února 2017    | Rotterdam, Nizozemsko          | tvrdý (h) | Wesley Koolhof    | Ivan Dodig Marcel Granollers              | 6–7(5–7), 3–6          |
| Finalista | 2.  | 23. července 2017 | Bastad, Švédsko                | antuka    | Sander Arends     | Julian Knowle Philipp Petzschner          | 2–6, 6–3, [7–10]       |
| Vítěz     | 4.  | 24. září 2017     | Petrohrad, Rusko               | tvrdý (h) | Roman Jebavý      | Julio Peralta Horacio Zeballos            | 6–4, 6–4               |
| Vítěz     | 5.  | leden 2018        | Puné, Indie                    | tvrdý     | Robin Haase       | Pierre-Hugues Herbert Gilles Simon        | 7–6(7–5), 7–6(7–5)     |
| Vítěz     | 6.  | únor 2018         | Sofie, Bulharsko               | tvrdý (h) | Robin Haase       | Nikola Mektić Alexander Peya              | 5–7, 6–4, [10–4]       |
| Finalista | 3.  | duben 2018        | Budapešť, Maďarsko             | antuka    | Andrés Molteni    | Dominic Inglot Franko Škugor              | 7–6(10–8), 1–6, [8–10] |
| Finalista | 4.  | květen 2018       | Lyon, Francie                  | antuka    | Roman Jebavý      | Nick Kyrgios Jack Sock                    | 5–7, 6–2, [9–11]       |
| Finalista | 5.  | červen 2018       | Antalya, Turecko               | tráva     | Sander Arends     | Marcelo Demoliner Santiago González       | 5–7, 7–6(8–6), [8–10]  |
| Vítěz     | 7.  | červenec 2018     | Umag, Chorvatsko               | antuka    | Robin Haase       | Roman Jebavý Jiří Veselý                  | 6–4, 6–4               |
| Finalista | 6.  | září 2018         | Petrohrad, Rusko               | tvrdý (h) | Roman Jebavý      | Matteo Berrettini Fabio Fognini           | 6–7(6–8), 6–7(4–7)     |
| Finalista | 7.  | leden 2019        | Dauhá, Katar                   | tvrdý     | Robin Haase       | David Goffin Pierre-Hugues Herbert        | 7–5, 4–6, [4–10]       |
| Finalista | 8.  | únor 2019         | Marseille, Francie             | tvrdý (h) | Ben McLachlan     | Jérémy Chardy Fabrice Martin              | 3–6, 7–6(7–4), [3–10]  |
| Finalista | 9.  | duben 2019        | Marrákeš, Maroko               | antuka    | Frederik Nielsen  | Jürgen Melzer Franko Škugor               | 4–6, 6–7(6–8)          |
| Finalista | 10. | 29. září 2019     | Ču-chaj, Čína                  | tvrdý     | Marcelo Demoliner | Sander Gillé Joran Vliegen                | 6–7(2–7), 6–7(4–7)     |
| Vítěz     | 8.  | říjen 2019        | Moskva, Rusko                  | tvrdý (h) | Marcelo Demoliner | Simone Bolelli Andrés Molteni             | 6–1, 6–2               |
| Vítěz     | 9.  | únor 2020         | Córdoba, Argentina             | antuka    | Marcelo Demoliner | Leonardo Mayer Andrés Molteni             | 6–3, 7–6(7–4)          |
| Finalista | 11. | říjen 2020        | Petrohrad, Rusko               | tvrdý (h) | Marcelo Demoliner | Jürgen Melzer Édouard Roger-Vasselin      | 2–6, 6–7(4–7)          |
| Finalista | 12. | 25. října 2020    | Antverpy, Belgie               | tvrdý (h) | Rohan Bopanna     | John Peers Michael Venus                  | 3–6, 4–6               |
| Finalista | 13. | 31. července 2021 | Kitzbühel, Rakousko            | antuka    | Roman Jebavý      | Alexander Erler Lucas Miedler             | 5–7, 6–7(5–7)          |
| Vítěz     | 10. | 27. srpna 2021    | Winston-Salem, Spojené státy   | tvrdý     | Marcelo Arévalo   | Ivan Dodig Austin Krajicek                | 6–7(5–7), 7–5, [10–6]  |
| Vítěz     | 11. | 24. října 2021    | Moskva, Rusko                  | tvrdý (h) | Harri Heliövaara  | Tomislav Brkić Nikola Ćaćić               | 7–5, 4–6, [11–9]       |
| Vítěz     | 12. | 13. února 2022    | Rotterdam, Nizozemsko          | tvrdý (h) | Robin Haase       | Lloyd Harris Tim Pütz                     | 4–6, 7–6(7–5), [10–5]  |
| Finalista | 14. | 21. května 2022   | Ženeva, Švýcarsko              | antuka    | Pablo Andújar     | Nikola Mektić Mate Pavić                  | 6–2, 2–6, [3–10]       |
| Finalista | 15. | 24. června 2022   | Eastbourne, Spojené království | tráva     | Luke Saville      | Nikola Mektić Mate Pavić                  | 4–6, 2–6               |
| Finalista | 16. | červenec 2022     | Hamburk, Německo               | antuka    | Rohan Bopanna     | Lloyd Glasspool Harri Heliövaara          | 2–6, 4–6               |
| Vítěz     | 13. | říjen 2022        | Tel Aviv, Izrael               | tvrdý (h) | Rohan Bopanna     | Santiago González Andrés Molteni          | 6–2, 6–4               |
| Finalista | 17. | říjen 2022        | Antverpy, Belgie               | tvrdý (h) | Rohan Bopanna     | Tallon Griekspoor Botic van de Zandschulp | 6–3, 3–6, [5–10]       |
| Vítěz     | 14. | únor 2023         | Montpellier, Francie           | tvrdý (h) | Robin Haase       | Maxime Cressy Albano Olivetti             | 7–6(7–4), 4–6, [10–6]  |
| Finalista | 18. | červenec 2023     | Gstaad, Švýcarsko              | antuka    | Marcelo Demoliner | Dominic Stricker Stan Wawrinka            | 6-7(8–10), 2–6         |

## Tituly na challengerech ATP
| Legenda                 |
| ----------------------- |
| Challengery (0 D; 15 Č) |

### Čtyřhra (15 titulů)
| č.  | datum              | turnaj                      | povrch      | spoluhráč      | poražení finalisté                  | výsledek              |
| --- | ------------------ | --------------------------- | ----------- | -------------- | ----------------------------------- | --------------------- |
| 1.  | 31. července 2005  | Valladolid, Španělsko       | tvrdý       | Alexander Peya | Jasper Smit Stefan Wauters          | 7–6(9–7), 6–3         |
| 2.  | 15. dubna 2007     | Chiasso, Švýcarsko          | antuka      | Bart Beks      | Teodor-Dacian Crăciun Victor Crivoi | 7–6(7–2), 7–5         |
| 3.  | 13. července 2014  | Scheveningen, Nizozemsko    | antuka      | Boy Westerhof  | Martin Fischer Jesse Huta Galung    | 6–4, 3–6, [10–6]      |
| 4.  | 6. února 2015      | Glasgow, Spojené království | tvrdý (h)   | Wesley Koolhof | Sergej Bubka Oleksandr Nedověsov    | 6–1, 6–4              |
| 5.  | 2. května 2015     | Turín, Itálie               | antuka      | Wesley Koolhof | Dino Marcan Antonio Šančić          | 4–6, 6–3, [10–5]      |
| 6.  | 4. července 2015   | Marburg, Německo            | antuka      | Wesley Koolhof | Tobias Kamke Simon Stadler          | 6–1, 7–5              |
| 7.  | 15. srpna 2015     | Praha, Česko                | antuka      | Wesley Koolhof | Sergej Betov Michail Jelgin         | 6–4, 3–6, [10–7]      |
| 8.  | 11. září 2015      | Sevilla, Španělsko          | antuka      | Wesley Koolhof | Marco Bortolotti Kamil Majchrzak    | 7–6(7–5), 6–4         |
| 9.  | 26. září 2015      | Trnava, Slovensko           | antuka      | Wesley Koolhof | Kamil Majchrzak Stéphane Robert     | 6–4, 6–2              |
| 10. | 25. října 2015     | Brest, Francie              | tvrdý (h)   | Wesley Koolhof | Ken Skupski Neal Skupski            | 3–6, 6–4, [10–6]      |
| 11. | 16. ledna 2016     | Bangkok, Thajsko            | tvrdý       | Wesley Koolhof | Gero Kretschmer Alexander Satschko  | 6–3, 7–6(7–1)         |
| 12. | 19. června 2016    | Ilkley, Spojené království  | tráva       | Wesley Koolhof | Marcelo Demoliner Ajsám Kúreší      | 7–6(7–5), 0–6, [10–8] |
| 13. | 31. července 2016  | Scheveningen, Nizozemsko    | antuka      | Wesley Koolhof | Tallon Griekspoor Tim van Rijthoven | 6–1, 3–6, [13–11]     |
| 14. | 26. listopadu 2016 | Andria, Itálie              | koberec (h) | Wesley Koolhof | Roman Jebavý Zdeněk Kolář           | 6–3, 6–3              |
| 15. | 13. května 2017    | Aix-en-Provence, Francie    | antuka      | Wesley Koolhof | Andre Begemann Jérémy Chardy        | 2–6, 6–4, [16–14]     |

## Tituly na okruhu Futures
| Legenda          |
| ---------------- |
| ITF (15 D; 22 Č) |

### Dvouhra (15 titulů)
| č.  | datum              | turnaj                     | povrch     | poražený finaslista      | výsledek      |
| --- | ------------------ | -------------------------- | ---------- | ------------------------ | ------------- |
| 1.  | 4. září 2006       | Enschede, Nizozemsko       | antuka     | Boy Westerhof            | 7–5, 6–7, 6–3 |
| 2.  | 22. ledna 2007     | Deauville, Francie         | antuka (h) | Rabie Chaki              | 6–3, 3–6, 7–6 |
| 3.  | 12. února 2007     | Cartagena, Španělsko       | antuka     | Adrián Menéndez-Maceiras | 7–5, 4–6, 6–0 |
| 4.  | 12. listopadu 2007 | Kigali, Rwanda             | antuka     | Gvidas Sabeckis          | 7–5, 6–3      |
| 5.  | 19. listopadu 2007 | Kampala, Uganda            | antuka     | Komlavi Loglo            | 6–3, 7–5      |
| 6.  | 26. listopadu 2007 | Chartúm, Súdán             | antuka     | Sherif Sabry             | 6–3, 6–2      |
| 7.  | 3. prosince 2007   | Chartúm, Súdán             | antuka     | Predrag Rusevski         | bez boje      |
| 8.  | 10. března 2008    | Abidžan, Pobřeží slonoviny | tvrdý      | Jeremy Blandin           | 6–7, 6–4, 6–1 |
| 9.  | 15. března 2010    | Wetzikon, Švýcarsko        | koberec    | Sandro Ehrat             | 6–3, 6–4      |
| 10. | 7. června 2010     | Apeldoorn, Nizozemsko      | antuka     | Mathieu Rodrigues        | 6–1, 6–4      |
| 11. | 30. srpna 2010     | Middelburg, Nizozemsko     | antuka     | Niels Desein             | 7–6, 6–2      |
| 12. | 25. dubna 2011     | Vicenza, Itálie            | antuka     | Juan-Martín Aranguren    | 7–5, 2–6, 6–4 |
| 13. | 17. července 2011  | Knokke, Belgie             | antuka     | Julien Obry              | 6–2, 6–3      |
| 14. | 8. července 2012   | Middelburg, Nizozemsko     | antuka     | Niels Desein             | 4–6, 6–2, 6–3 |
| 15. | 26. října 2014     | Šarm aš-Šajch, Egypt       | tvrdý      | Mohamed Safwat           | 7–5, 2–6, 6–3 |

## Postavení na konečném žebříčku ATP

### Dvouhra
| Rok    | 2002 | 2003   | 2004   | 2005   | 2006   | 2007   | 2008   | 2009   | 2010   | 2011   | 2012   | 2013   | 2014   | 2015   | 2016   |
| Pořadí | 957. | ▲ 581. | ▲ 374. | ▼ 589. | ▲ 469. | ▲ 328. | ▲ 200. | ▼ 340. | ▲ 272. | ▼ 304. | ▲ 254. | ▼ 345. | ▼ 610. | ▼ 791. | ▲ 674. |

### Čtyřhra
| Rok    | 2002 | 2003   | 2004   | 2005   | 2006   | 2007   | 2008   | 2009   | 2010   | 2011   | 2012   | 2013   | 2014   | 2015  | 2016  |
| Pořadí | 841. | ▲ 654. | ▲ 368. | ▲ 247. | ▼ 389. | ▼ 407. | ▲ 155. | ▼ 782. | ▲ 315. | ▲ 301. | ▼ 340. | ▼ 450. | ▲ 291. | ▲ 66. | ▲ 57. |